# Język tracki
Język tracki – wymarły indoeuropejski język starożytnej Tracji, która obejmowała w przybliżeniu współczesne: północno-wschodnią Grecję, europejską część Turcji, Bułgarię, Rumunię oraz wschodnią Serbię.
Trakowie nie wypracowali własnego systemu pisma. W razie potrzeby zapisu informacji trackie elity używały greki, o czym świadczą na przykład zapiski na naczyniach skarbu z Wracy. Popularność języka greckiego była dodatkowo wspierana przez kontakty ekonomiczne i kulturowe elit, w wyniku których tracka arystokracja nauczyła się tego języka.
Zapiski w języku trackim są niezwykle rzadkie. Znane są napisy (graffiti) z sanktuariów, a także przedmioty przypuszczalnie zapisane trackimi inskrypcjami. Wśród nich znajdują się złoty pierścień z miejscowości Ezerowo koło Płowdiwu (znaleziony w 1912 roku), stela znaleziona w 1965 roku we wsi Kjołmen w gminie Wyrbica, czy inskrypcje na przedmiotach z kurhanu w Duwanli.
Język tracki częściowo, we wsiach, zachował się aż do hellenizacji i romanizacji Tracji. Wiele współczesnych bułgarskich nazw geograficznych pochodzi z języka trackiego. Trakowie nazywali osady dawa lub dewa, gród - bria lub wria, zamek - dizos lub diza. Płowdiw po tracku nazywał się Pulpu-dewa, zaś dawna nazwa Nesebyru to Messem-bria. 

## Klasyfikacja
Język tracki należy do języków indoeuropejskich, choć jego dokładne stanowisko filogenetyczne w obrębie rodziny jest nieznane. Wraz z dackim tworzył on tracki kompleks językowy, będący zespołem dialektów jednego lub większej liczby języków. Sam dacki bywa uważany za bliski trackiemu lub za jego odmianę, choć Glottolog klasyfikuje oba jako odrębne języki o nieustalonej pozycji. Według Erica Hampa tracki (wraz z dackim) wykształcił się na tym samym indoeuropejskim obszarze dialektalnym, co język kimmeryjski oraz gałęzie języków albańskich i bałtosłowiańskich.
W starszej literaturze językoznawczej tracki łączono z ormiańskim i frygijskim w kategorię języków tracko-ormiańskich, jednak w XXI w. teza ta została porzucona.

## Złoty pierścień z Ezerowa

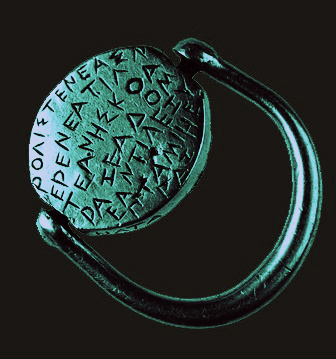
Złoty pierścień z Ezerowa. Zawiera inskrypcję interpretowaną jako napis w języku trackim

Złoty pierścień z Ezerowa jest datowany na V–IV w. p.n.e. Ma on wysokość 2,5 cm i jest przechowywany w Muzeum Archeologicznym w Sofii. Powszechnie przyjmuje się, że umieszczona na nim inskrypcja została zapisana w języku trackim. Ową inskrypcję, zapisaną alfabetem greckim, można odczytać następująco:

ΡΟΛΙΣΤΕΝΕΑΣ ΝΕΡΕΝΕΑ ΤΙΛΤΕΑΝ ΗΣΚΟ ΑΡΑΖΕΑ ΔΟΜΕΑΝ ΤΙΛΕΖΥΠΤΑ ΜΙΗ ΕΡΑ ΖΗΛΤΑ

Istnieją rozbieżności co do jej dokładnego tłumaczenia . Jedno z tłumaczeń przekłada tekst jako: „Jestem Rolisteneas, potomek Nereneasa. Tilezipta, kobieta z Arazji, wydała mnie na świat”.

## Inskrypcje z Duwanli

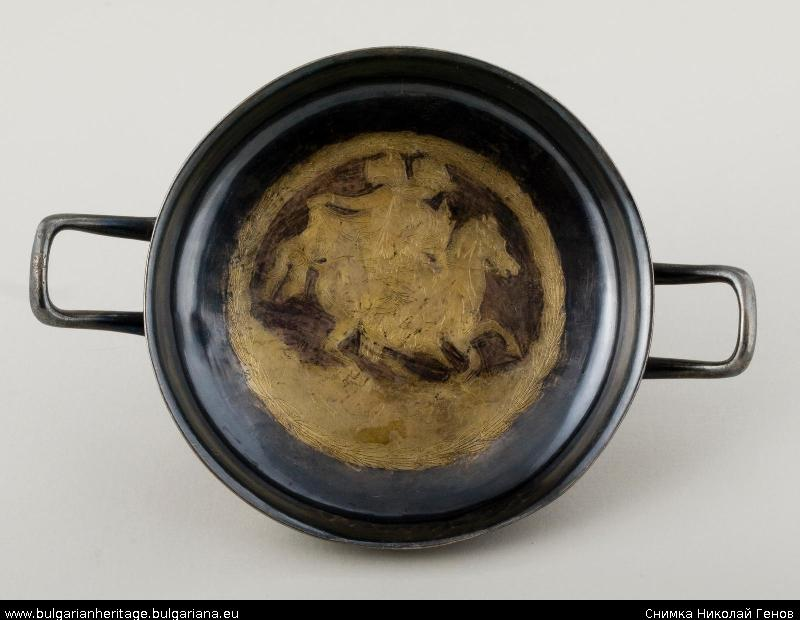
Jedno z naczyń z Duwanli z inskrypcją ΔΑ ΔΑΛΕ ΜΕ (niewidoczną na zdjęciu)

Na czterech naczyniach znalezionych w kurhanie Baszowa mogiła we współczesnej miejscowości Duwanli (okolice Płowdiwu) znaleziono inskrypcję interpretowaną jako tracką, zapisywaną alfabetem greckim. Można ją odczytać następująco:

ΔΑ ΔΑΛΕ ΜΕ

Tekst ten jest interpretowany jako Da, dale me!, co z kolei miałoby znaczyć „Chroń mnie, Matko Ziemio!”.

## Inskrypcja z Kjołmenu
Inskrypcja ta została odkryta na początku 1965 roku na płycie nagrobnej, około 1 km od wsi Kjołmen w gminie Wyrbica w Bułgarii. Grób, przykryty niskim kurhanem, uległ zniszczeniu w wyniku orki i został rozpoznany dzięki znalezionym fragmentom. Odnaleziono w nim m.in. fragmenty zbroi z metalowych płytek, grot włóczni, miecz, amforę i rozbite naczynia gliniane, a ze względu na brak szczątków szkieletowych przypuszcza się, że zastosowano rytuał kremacji.
Płyta nagrobna z inskrypcją, obecnie przechowywana w Muzeum Archeologicznym w Sofii (nr inw. 6858), jest datowana na VI w. p.n.e. i zawiera znaki alfabetu niepasujące w pełni do żadnego znanego wariantu greckiego pisma; być może jest to zapis w języku trackim.
Inskrypcja została zapisana scriptio continua, czyli bez odstępów między wyrazami. Może być odczytana, za Petarem Dimitrowem, jako:

ΙΛΑΣΝΛΕΤΕΔΝΛΕΔΝΕΝΙΔΑΚΑΤΡΟΣΟ

ΕΒΑΡΟΖΕΣΑΣΝΗΝΕΤΕΣΑΙΓΕΚΟΑ

ΝΒΛΑΒΑΗΓΝ

Dimitrow powstrzymuje się jednak od próby tłumaczenia tekstu ze względu na zbyt wysoki stopień niepewności co do jego odczytu. W 2017 roku Reinhardt Stein i Giancarlo Tomezzoli zaproponowali alternatywną hipotezę, według której owa inskrypcja nie pochodzi z języka trackiego, a z prasłowiańskiego. Według tej teorii, na podstawie porównań z współczesnymi językami słowiańskimi, inskrypcję można przetłumaczyć jako „Oto grób Ebawo, syna Zesaszy, a w grobie znajduje się także Ilasi, żona Letedy i moja córka”.